# 玉井袈裟男
玉井 袈裟男（たまい けさお、1925年3月3日 - 2009年6月11日）は、日本の農学者、社会教育指導者、信州大学名誉教授。農村における実践経験に裏付けられた独自の実践的風土論を軸として、長野県を中心に、各地の農村における地域おこし、社会教育にたずさわり、農産物等、様々な特産品の開発にも関わった。教員としては、信州大学教養部にあって「農学」を長く担当し、定年退職後は松商学園短期大学教授となり、自らが主宰する風土舎を立ち上げ、地域づくり活動の拠点とした。

## 経歴
現在の長野県須坂市に生まれ、戦時中は軍隊生活を経験した。戦後、旧制・宇都宮農林専門学校から九州帝国大学農学部に進み、1948年に信州大学教員となった。
以降、長野県内各地の農村をまわり、長野県農村文化協会の「農村青年通信講座」の普及や、農業近代化の実践に取り組み、公民館などを拠点に、地域の青年団や女性たちとともに、学習と地域づくりを進めた。玉井が提唱した手法は、個々の農村住民が「自らの生活の中から課題や問題を見つけて、その解決に主体的に取り組む実践を積み重ねるという、学習的手法による地域づくり」であった。
信州大学では、長く教養部で「農学」の授業を担当した。1990年に信州大学を定年退職して、松商学園短期大学教授に転じ、同校の定年退職後も、後身校である松本大学の地域総合研究センター研究員として活動を続けた。
玉井が、その活動を通して開発に関わった農産物等の特産品の例には、各地のレンゲ米、飯田市の柿酢、リンゴで育てた信州牛、安曇野ワイン、愛知県東海市の東海ワインなどがある。

## 顕彰
岐阜県中津川市の博石舘には、「玉井袈裟男となかまたちの記念館」と称するコーナーが設けられている。
2015年6月、塩尻市片丘北熊井の常光寺に、玉井の詩「懈怠懺悔」の詩碑が建てられた。

## おもな著作
- 牛の話・人の話 りんごで育った信州牛、KCC、1979年
- 自己発見の技術：むらで生まれた発想、農山漁村文化協会、1980年
- 自己活性化の実験：ムトス・君は…、新葉社、1993年
- 新 むらづくり論：人にやる気 むらに活気、信濃毎日新聞社、1995年
- 老人達のおきみやげ：世代間交流学習の実践記録、松商学園短期大学総合研究所、2001年
- オチャラカポン：かつて自分の足で歩き出した農民たち、新葉社、2006年
  - 学習テキスト『農村青年通信講座』に掲載された「葉山袈裟樹」名義による記事（1954年 - 1959年）を収録。
- 風の置き土産：詩集、新葉社、2008年